# Maanaadu
 (juin 2023).
Si vous disposez d'ouvrages ou d'articles de référence ou si vous connaissez des sites web de qualité traitant du thème abordé ici, merci de compléter l'article en donnant les références utiles à sa vérifiabilité et en les liant à la section « Notes et références ».
 (juin 2023).
La mise en forme du texte ne suit pas les recommandations de Wikipédia : il faut le « wikifier ».
Les points d'amélioration suivants sont les cas les plus fréquents. Le détail des points à revoir est peut-être précisé sur la page de discussion.
- Les titres sont pré-formatés par le logiciel. Ils ne sont ni en capitales, ni en gras.
- Le texte ne doit pas être écrit en capitales (les noms de famille non plus), ni en gras, ni en italique, ni en « petit »…
- Le gras n'est utilisé que pour surligner le titre de l'article dans l'introduction, une seule fois.
- L'italique est rarement utilisé : mots en langue étrangère, titres d'œuvres, noms de bateaux, etc.
- Les citations ne sont pas en italique mais en corps de texte normal. Elles sont entourées par des guillemets français : « et ».
- Les listes à puces sont à éviter, des paragraphes rédigés étant largement préférés. Les tableaux sont à réserver à la présentation de données structurées (résultats, etc.).
- Les appels de note de bas de page (petits chiffres en exposant, introduits par l'outil «  Source ») sont à placer entre la fin de phrase et le point final[comme ça].
- Les liens internes (vers d'autres articles de Wikipédia) sont à choisir avec parcimonie. Créez des liens vers des articles approfondissant le sujet. Les termes génériques sans rapport avec le sujet sont à éviter, ainsi que les répétitions de liens vers un même terme.
- Les liens externes sont à placer uniquement dans une section « Liens externes », à la fin de l'article. Ces liens sont à choisir avec parcimonie suivant les règles définies. Si un lien sert de source à l'article, son insertion dans le texte est à faire par les notes de bas de page.
- La présentation des références doit suivre les conventions bibliographiques. Il est recommandé d'utiliser les modèles {{Ouvrage}}, {{Chapitre}}, {{Article}}, {{Lien web}} et/ou {{Bibliographie}}. Le mode d'édition visuel peut mettre en forme automatiquement les références.
- Insérer une infobox (cadre d'informations à droite) n'est pas obligatoire pour parachever la mise en page.

Pour une aide détaillée, merci de consulter Aide:Wikification.
Si vous pensez que ces points ont été résolus, vous pouvez retirer ce bandeau et améliorer la mise en forme d'un autre article.
Pour plus de détails, voir Fiche technique et Distribution.
Maanaadu (litt. « Conférence publique ») est un film tamoule de thriller et de science-fiction sorti en 2021. Il est écrit et réalisé par Venkat Prabhu et produit par Suresh Kamatchi. Les stars du film Silambarasan, S. J. Suryah et Kalyani Priyadarshan aux côtés de S. A. Chandrasekhar, Y. G. Mahendran, Karunakaran, Premgi Amaren, Aravind Akash et Anjena Kirti. La musique et la partition du film sont réalisées par Yuvan Shankar Raja, avec la cinématographie gérée par Richard M. Nathan et l'édition réalisée par Praveen K. L (dans son 100ème film). Il tourne autour d'un homme d'affaires et d'un officier de police, pris dans une boucle temporelle, le jour d'une conférence publique du ministre en chef et forcés à vivre le même jour encore et encore.

## Synosis
Abdul Khaliq, un NRI, est en route pour Coimbatore depuis Delhi, pour atteindre Ooty. Il va aider son ami Eswaramoorthy à s'enfuir avec son amante Zarina Begum le jour de son mariage avec l'aide de son autre ami Syed Basha. Il demande à une passagère Seethalakshmi de le rejoindre après qu'il a été révélé qu'elle est en fait l'amie du marié. Le lendemain après-midi, ils s'enfuient et s'échappent de la famille de la mariée à leur poursuite. Sur le chemin, un inconnu tombe soudainement sur leur voiture de nulle part.
L'homme se révèle être poursuivi par les flics dirigés par l'inspecteur John. Ils sont par la suite internés extrajudiciairement sur ordre du corrompu sous-commissaire Dhanushkodi. Khaliq est forcé par Dhanushkodi et John à assister à un rassemblement politique prévu en présence du ministre en chef Arivazhagan et est chargé de tirer sur Arivazhagan avec un pistolet, sinon ses amis mourraient. Khaliq tire à contrecœur sur Arivazhagan. John abat Khaliq dans le chaos persistant, malgré ses protestations contre ses actions. Khaliq se réveille et se retrouve au milieu du vol où il se trouvait au début de la journée et continue à revivre tous les incidents de ce matin.
Après avoir tenté d'aider Eswaramoorthy à s'enfuir à nouveau, il se retrouve au même endroit où la police l'avait précédemment accosté. Khaliq est choqué de trouver l'homme inconnu nommé Rafiq de son expérience précédente. Rafiq entre dans sa voiture en tentant de fuir la police. La police les rattrape et Khaliq est cette fois abattu par Dhanushkodi. Khaliq se retrouve une fois de plus en plein vol, ne réalisant pas qu'il est dans un boucle temporelle. Il tente de prendre un chemin différent et d'empêcher d'interagir avec la police, mais il finit par mourir aux mains du frère de Zarina, Mansoor. Il se réveille une fois de plus en plein vol et réalise enfin qu'il est piégé dans une boucle temporelle.
Khaliq explique l'affaire à ses amis et à Seethalakshmi. Elle raconte les histoires de boucles temporelles et Kaal-Bhairav d'Ujjain, le seigneur hindou du temps. Khaliq réalise comment lui, étant né à Ujjain dans le temple de Kaal-Bhairav, pourrait être derrière la boucle temporelle (Khaliq faisant une boucle au même endroit est le résultat de l'avion survolant Ujjain à ce moment-là) et qu'il doit effectuer un objectif précis pour s'échapper de la boucle. Khaliq recommence à enquêter sur le rassemblement politique et voit un cadreur tirer sur Arivazhagan avec un fusil de sniper déguisé. Utilisant la boucle temporelle à son avantage, Khaliq localise l'assassin et le retient pour empêcher l'assassinat.
Cependant, Arivazhagan est tué par un attentat à l'EEI alors qu'il quittait le rassemblement. Frustré, Khaliq affronte Dhanushkodi et déplore que l'assassinat d'Arivazhagan conduirait à une dangereuse émeute religieuse et provoquerait de nouveaux conflits sociaux. Il est révélé que Dhanushkodi a également été coincé dans une boucle temporelle lorsque son sang a accidentellement été transfusé à Khaliq alors qu'il était blessé dans l'une des boucles précédentes. Les deux doivent lutter l'un contre l'autre pour atteindre leurs objectifs contradictoires. Khaliq doit arrêter le rassemblement politique qui empêcherait l'assassinat public d'Arivazhagan et déjouer toute possibilité d'émeute religieuse tandis que Dhanushkodi doit empêcher Khaliq de le faire.
Dhanushkodi se révèle travailler pour Paranthaman, un assistant vétéran d'Arivazhagan, mécontent du népotisme au sein de son parti. Paranthaman veut arriver au pouvoir en assassinant Arivazhagan et Dhanushkodi espère bénéficier d'un tel transfert de pouvoir en orchestrant l'assassinat. Khaliq reçoit un dernier avertissement de Dhanushkodi pour qu'il reste à l'écart de son assassinat et réinitialise la boucle. Khaliq tente d'avertir Mugilan, le fils d'Arivazhagan, de l'assassinat imminent. En échouant à le faire, Khaliq finit par découvrir Tamizhvanan, une figure de proue hindoue locale déjà au courant des plans de Paranthaman pour assassiner Arivazhagan. Tamizhvanan a été assassiné plus tôt dans la journée.
En sachant qu'Arivazhagan et Tamizhvanan sont proches, Khaliq se rend compte qu'il doit sauver Tamizhvanan et le faire avertir Arivazhagan d'empêcher le rassemblement. Après de nombreuses tentatives et boucles vaines, Khaliq kidnappe avec succès Tamizhvanan et fait en sorte d'empêcher l'assassinat de ce dernier. Il convainc Tamizhanan de l'assassinat imminent d'Arivazhagan. Tamizhvanan aide Khaliq à se rendre à Arivazhagan mais est capturé par la police lors d'une poursuite policière. Khaliq se fait passer clandestinement au service commémoratif de Kalaiselvanar (prédécesseur d'Arivazhagan et ancien CM) où Arivazhagan, Mugilan et Paranthaman assistent l'après-midi suivant. Khaliq convainc Arivazghan qu'un assassinat était prévu en montrant une vidéo où Tamizhanan explique à Arivazhagan de faire confiance à Khaliq.
Arivazhagan confronte Paranthaman en agissant comme s'il souffrait de palpitations soudaines. Il est convaincu que Khaliq dit la vérité après que Paranthaman l'a supplié d'assister à la conférence. Une bagarre a lieu entre Khaliq et Dhanushkodi. Mugilan est abattu, mais avertit avec succès ses gardes, qui entrent directement en action, Paranthaman tente d'étouffer Arivazhagan, mais est tué par Khaliq. Dhanushkodi essaie de tuer Arivazhagan mais Khaliq prend la balle et le sauve. Dhanushkodi est tué par les gardes. Mugilan et Khaliq se rétablissent et Arivazghan remercie Khaliq de lui avoir sauvé la vie. Khaliq termine apparemment sa boucle temporelle. La mort de Paranthaman est considérée comme un arrêt cardiaque pour des raisons politiques. Lorsque Mansoor arrive, Khaliq se tient face à lui.
Dans la scène post-générique, Khaliq se réveille pour constater que la boucle temporelle n'est toujours pas terminée.

## Distribution
- Silambarasan : Abdul Khaliq
- S. J. Suryah : DCP Dhanushkodi
- Kalyani Priyadarshan : Seetha Lakshmi
- S. A. Chandrasekhar : Ministre en chef Arivazhagan
- Y. G. Mahendran : Paranthaman
- Vagai Chandrasekhar : Tamizhvanan
- Premgi Amaren : Eswaramoorthy
- Karunakaran : Syed Basha
- Subbu Panchu : Mugilan Arivazhagan
- Anjena Kirti : Zarina Begum
- Manoj Bharathiraja : John Mathew
- Udhaya : Mansoor
- Aravind Akash : l'assassin
- Daniel Annie Pope : Muhammad Rafiq
- Stunt Silva : Masthan Bhai
- Badava Gopi : MP Manickka Vinayagam
- Singapore Bala : Thirunavukarasu, Dhanushkodi's assistant
- Arun Mohan : Irfan
- Kiruba : mère de Rafiq
- Mahat Raghavendra : agent de circulation (cameo appearance)

Le portrait à un arrêt de bus du défunt acteur Manivannan est présenté dans le film sous le nom de Kalaiselvanar, le prédécesseur d'Arivazhagan dans son parti politique.

## Tournage
Le tournage a commencé le 19 février 2020 à Chennai, à la suite d'une annonce préliminaire sur les acteurs et l'équipe. Bien que le tournage ait été affecté deux fois en raison des restrictions suivies lors de la première et de la deuxième vague de la pandémie de COVID-19. Le tournage du film s'est terminé en juillet 2021, ne prenant que 68 jours ouvrables pour le tournage. Il a été largement tourné à Chennai, Pondichéry, Yercaud et Hosur.

## Sortie
Maanaadu est sorti dans les salles du monde entier le 25 novembre 2021. Il a reçu des critiques positives de la part des critiques. Le film a été remarqué pour l'intégration du concept de boucle temporelle avec des éléments commerciaux (cinéma indien), de nombreuses publications le qualifiant de l'un des meilleurs films tamouls de 2021. Il a été déclaré comme un succès critique et commercial au box-office. Une suite est confirmée par Venkat Prabhu avec le retour de la distribution principale.

## Thèmes et influences
À la suite du teaser officiel, sorti le jour de l'anniversaire de Silambarasan (3 février 2021), les internautes et les fans de l'acteur ont remarqué d'étranges similarités entre ce film et le film américain Tenet (2020), réalisé par Christopher Nolan, vu que les cadres du teaser avait utilisé le montage inversé. Cependant, Venkat Prabhu a refusé de telles affirmations en disant qu'elles n'avaient aucun lien avec ce film. Dans la bande-annonce, il a été révélé que le film est basé sur un concept de boucle temporelle, où deux personnages ont été contraints de répéter le même jour après un incident malheureux. C'est le deuxième film indien à traiter du concept de boucles temporelles après Jango, sorti plus tôt la même année. Prabhu a reconnu Groundhog Day (1993) et Vantage Point (2008) comme des influences pour Maanaadu.
Outre la boucle temporelle, le film explore le concept de l'islamophobie, la démolition du Babri Masjid et la façon dont les musulmans sont aliénés. Il a été rapporté qu'il normalisait l'identité musulmane et montait l'opposition à la rhétorique et aux préjugés anti-musulmans. Silambarasan a déclaré en février 2021, disant que "j'ai foi en Dieu mais pas en une religion particulière. Généralement, il y a une idée fausse sur les musulmans dans la société et je voulais faire quelque chose pour la changer. Maanaadu dissipera l'idée fausse sur la religion et ses adeptes."

## Musique
La bande originale du film est composée par Yuvan Shankar Raja, après avoir collaboré régulièrement avec Venkat Prabhu et Silambarasan. L'album de la bande originale se compose de sept pistes - seulement deux chansons, intitulées "Meherezylaa" et "Voice of Unity" (cette dernière a été utilisée comme chanson promotionnelle et ne figure pas dans le film), et quelques instrumentaux utilisés dans la partition de fond ont été publiés avec l'album. Le morceau "Meherezylaa" est sorti à l'occasion de la Journée mondiale de la musique (21 juin 2021) l'ensemble de la distribution et de l'équipe étant présents aux Twitter Spaces pour lancer le morceau de l'album. La chanson promotionnelle "Voice of Unity" est sortie lors d'un événement organisé à Chennai. L'album de la bande originale est sorti par U1 Records le 7 novembre 2021, avec une réponse positive.

## Réception

### Box-office
Le jour de l'ouverture de sa sortie, le film a franchi ₹₹ 14 crore au Tamil Nadu. Au box-office de la ville de Chennai, le film a collecté ₹₹ 3.2 crore. Le film a rapporté 100 000 $ US grâce à des premières aux États-Unis tenues le 24 novembre, un jour avant la sortie du film en Inde..Le deuxième jour, le film a rapporté environ ₹₹16 crore au Tamil Nadu. Au cours des troisième et quatrième jours, le film a rapporté ₹₹17 crore et ₹ 18 crore au Tamil Nadu, respectivement, faisant ainsi la première collecte du week-end à environ ₹ 65 crore. Le film était considéré comme un succès commercial, car il a atteint le seuil de rentabilité dans les quatre jours suivant sa sortie. À la fin de la première semaine, le film a rapporté ₹₹118 crore. Dans les 25 jours suivant sa sortie (19 décembre 2021), le film avait rapporté plus de ₹₹156 crore, devenant le deuxième film de Silambarasan à entrer dans le club des 100 crores. Le film est le troisième film tamoul le plus rentable de 2021, derrière Master et Annaatthe.

### Critiques
Maanaadu a reçu des critiques positives de la part des critiques.
M. Suganth du Times of India a donné 4 étoiles sur 5 et a écrit "Venkat Prabhu "indianise" superbement le concept de boucle temporelle et livre un film masala extraordinaire. Après le montage, le film avance à un rythme effréné, ne lâchant guère l'élan et le drame." Srivatsan S. de The Hindu a déclaré que "[Venkat Prabhu] prend un trope hollywoodien grand public et le convertit en un film masala, donnant ainsi au produit final un aspect raffiné [...] Une partie de la raison pour laquelle Maanaadu est passionnant est parce que, par essence, c'est un bon masala qui se cache derrière la façade de la boucle temporelle". Sudhir Srinivasan de Cinema Express a écrit " Maanaadu a deux "stars" - TR Silambarasan et SJ Suryah - et pas de duos, d'histoires d'amour, de dialogues percutants, ou pourquoi, même des séquences de combat qui menacent votre suspension de l'incrédulité. Venkat Prabhu repose sa foi sur les joies qui émergent de l'idée de la boucle temporelle et sort un as à chaque fois. Chaque fois que Khaaliq meurt et renaît, l'histoire explore une nouvelle idée. Et pourtant, Venkat Prabhu parvient à lier toutes ces itérations et leurs événements dans un mystère intelligent qui doit être résolu par Khaaliq, une étape à la fois.". Ranjani Krishnakumar de Film Companion a écrit : « Maanaadu est divertissant non pas parce que les deux protagonistes sont intelligents, mais parce qu'ils sont ridiculement ordinaires [...] Maanaadu n'est pas le meilleur film de science-fiction que vous ayez jamais vu. En fait, ce n'est guère le film de genre. C'est un film grand public qui utilise un trope de science-fiction pour sa commodité."

## Suite
À la suite du succès du film, en décembre 2021, Venkat Prabhu a confirmé une suite au film avec le retour de Silambarasan et SJ Suryah. Prabhu a ajouté que l'intrigue de base tourne autour du retour de Khaliq dans la boucle, ce qui fait que Dhanushkodi revient à la vie.

## Remakes
En janvier 2022, Suresh Productions a acquis les droits de remake du film dans toutes les autres langues indiennes ainsi que les droits de doublage du film en version telugu. En mars, Venkat Prabhu a déclaré qu'il prévoyait de diriger simultanément les remakes en hindi et en télougou avec différents acteurs vedettes.